# Veryday

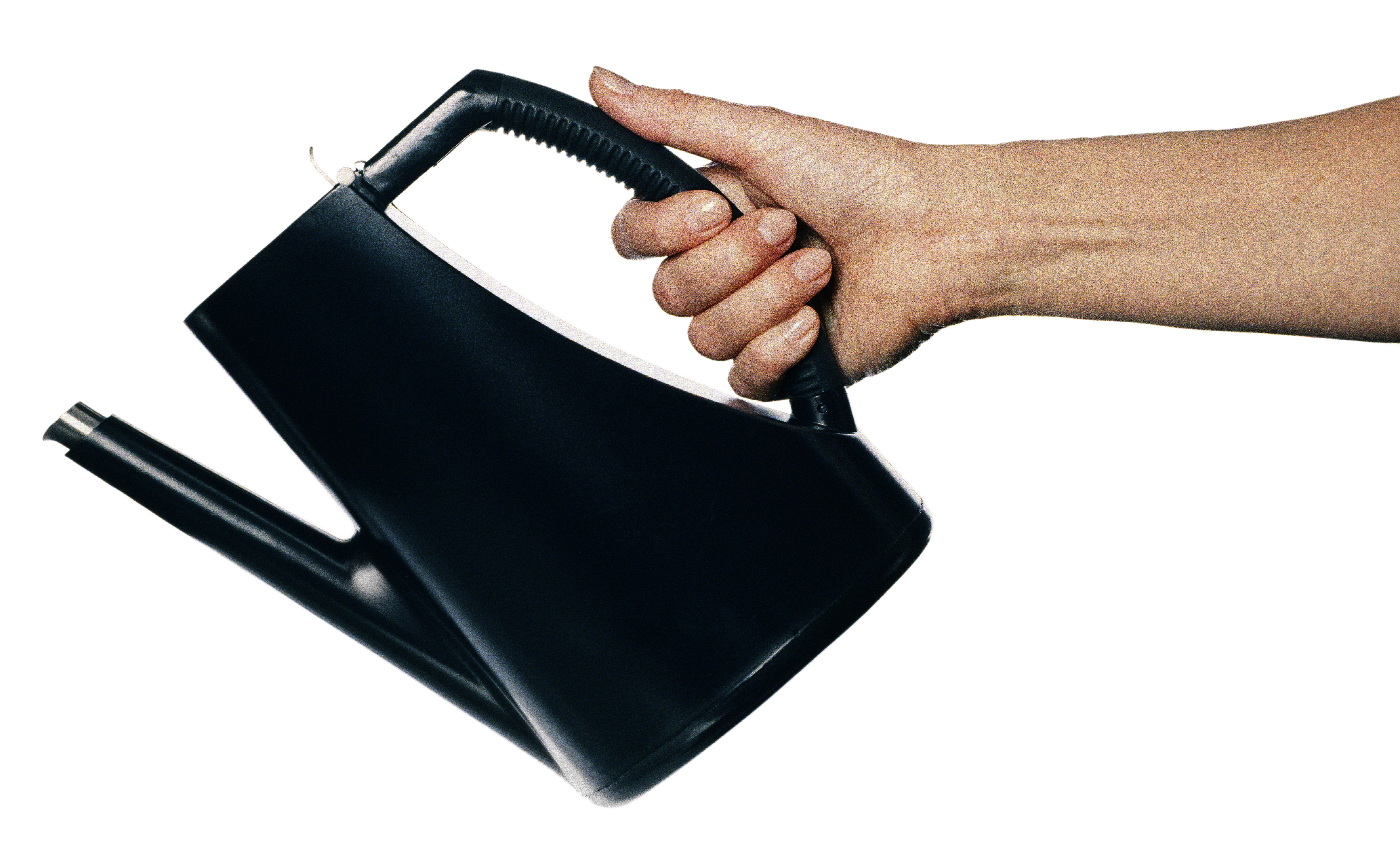
Serveringskanna för SAS från 1988

Veryday var ett svenskt industridesignföretag med huvudkontor i Stockholm.
Företaget har ett stort antal patent och har vunnit flera Red dot design award bland annat Red dot Design Team of the Year under 2014.
2016 köptes Veryday av konsultbolaget McKinsey. 2024 la McKinsey ner företaget.

## Historik
Företaget grundades 1969 som Designgruppen ett företag baserat på verksamheten inom Crafoord & Dahlin som startats hösten 1965. 
Inom C&D utvecklades designmetoder med ergonomiska lösningar som komplement i företagens utvecklingsarbete och program för gestaltning av enskilda produkter och produktområden. För tex AGA utvecklades riktlinjer för hela företagets visuella identitet, vad gäller grafik, färgsättning och utformning för samtliga produktområden. Kundstocken och mängden uppdrag växte snabbt. Verksamheten krävde fler medarbetare. 1969 beslutades att överföra verksamheten till ett nytt företag – Designgruppen AB. Med kundunderlaget från Crafoord & Dahlin som bas, utvecklades företaget vidare och kompetensen breddades genom sammanslagning med andra företag. 
Två år senare anslöt sig designern Henrik Wahlforss och hans Ergonomidesign till samma lokaler i en ombyggd limfabrik i Traneberg utanför Stockholm. Ergonomidesign var specialiserat på att arbeta med handikapphjälpmedel och andra användarorienterade projekt inom "Design för Alla". Dessutom arbetade det med ergonomisk utveckling av maskiner och annan utrustning för tillverkningsindustrin.
Liksom för flera andra unga designföretag i början av 1970-talet blev handikapphjälpmedel ett viktigt produktområde för Ergonomi Design Gruppen. År 1972 utförde två av företagets grundare, Maria Benktzon och Sven-Eric Juhlin, ingående ergonomiska och fysiologiska studier om greppvänlighet av knivar och brödsågar. Detta ledde till höjd standard på hjälpmedel för funktionshindrade, med flera ergonomiskt formgivna föremål för RFSU Rehab, Bahco, BabyBjörn och Pfizer, varav flera idag finns representerade på Nationalmuseum i Stockholm, Museum of Modern Art i New York och Design Museum i London.  
Sven-Eric Juhlin var en av grundarna av Ergonomidesign 1969, och var en föregångare i formgivning av produkter för rörelsehindrade. Juhlin kom att utveckla Brödsågen som uppmärksammades över hela världen som hjälpmedel för rörelsehindrade. Den marknadsfördes av Gustavsberg som "skärhjälpen". Brödsågen togs fram omkring 1970 och blev en försäljningssuccé och designklassiker. Ett av föremålen är världens första vinklade kökskniv som gjordes för Gustavsbergs porslinsfabrik 1973. Med liknande metodik utvecklade andra personer inom gruppen medicinskt teknisk utrustning, utrustning för svetsare för ESAB samt handverktyg för Bahco.

### Ergonomi Design Gruppen
År 1979 beslöt båda företagen att tillsammans bilda Ergonomi Design Gruppen. Gemensamt var fokus på ingående studier av användaren av produkter. I och med sammanslutningen flyttade företaget ett år senare till en tidigare missionskyrka nära Alvik i Bromma. Företaget drevs som ett kooperativ med ett rullande VD-skap.
Företaget växte under 1990-talet och anställde flera unga formgivare. Det har idag filialer utanför Sverige. År 2001 bytte firman tillbaka namnet Ergonomidesign och 2012 byttes namnet till Veryday. År 2001 anställde företaget sin första VD, Krister Torssell. Företaget hade 2013 omkring 70 anställda.
I november 2016 meddelades det att konsultbolaget McKinsey köpt Veryday. 2024 la McKinsey ner företaget.

## Produkter i urval
En av Verydays mest välkända produkter är den droppfria serveringskannan för SAS från 1988, framtagen av Maria Benktzon och Sven-Eric Juhlin. Kannan har tillverkats i över 500 000 exemplar och används av ett 30-tal flygbolag världen över. Den följdes upp av ett ergonomiskt utformat serveringsset 1992 och av en juicekanna 1994. 
Företaget uppmärksammats för svetshjälmen Speedglas för 3M. Veryday har utvecklat mer än 400 olika verktyg åt Bahco. En annan bransch är life science, där företaget bland annat har utvecklat Pfizers injektionspenna Genotropin Pen, respiratorn Servoi för Siemens samt astmainhalatorn Niox Mino för Aerocrine. 

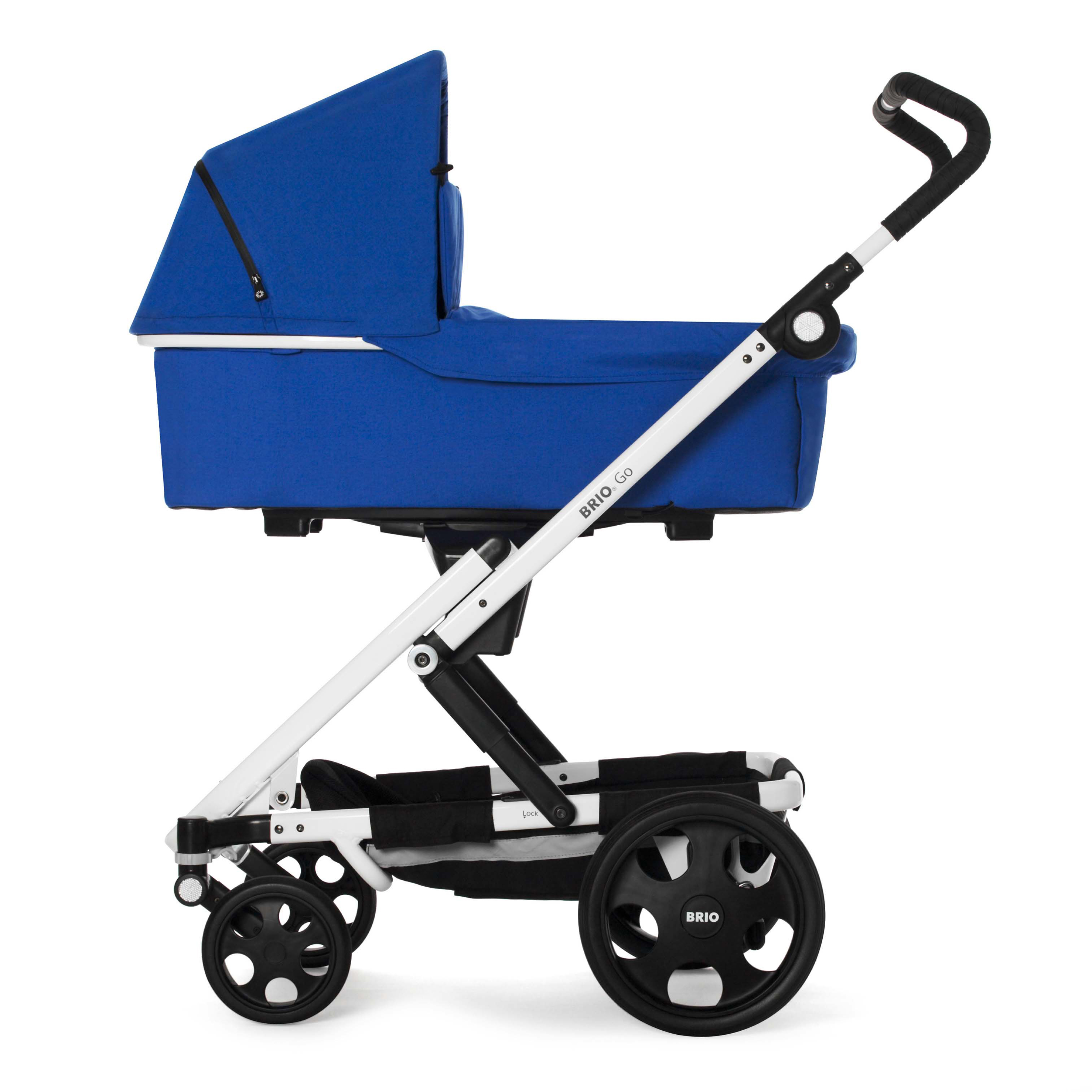
Brio Go, 2008.
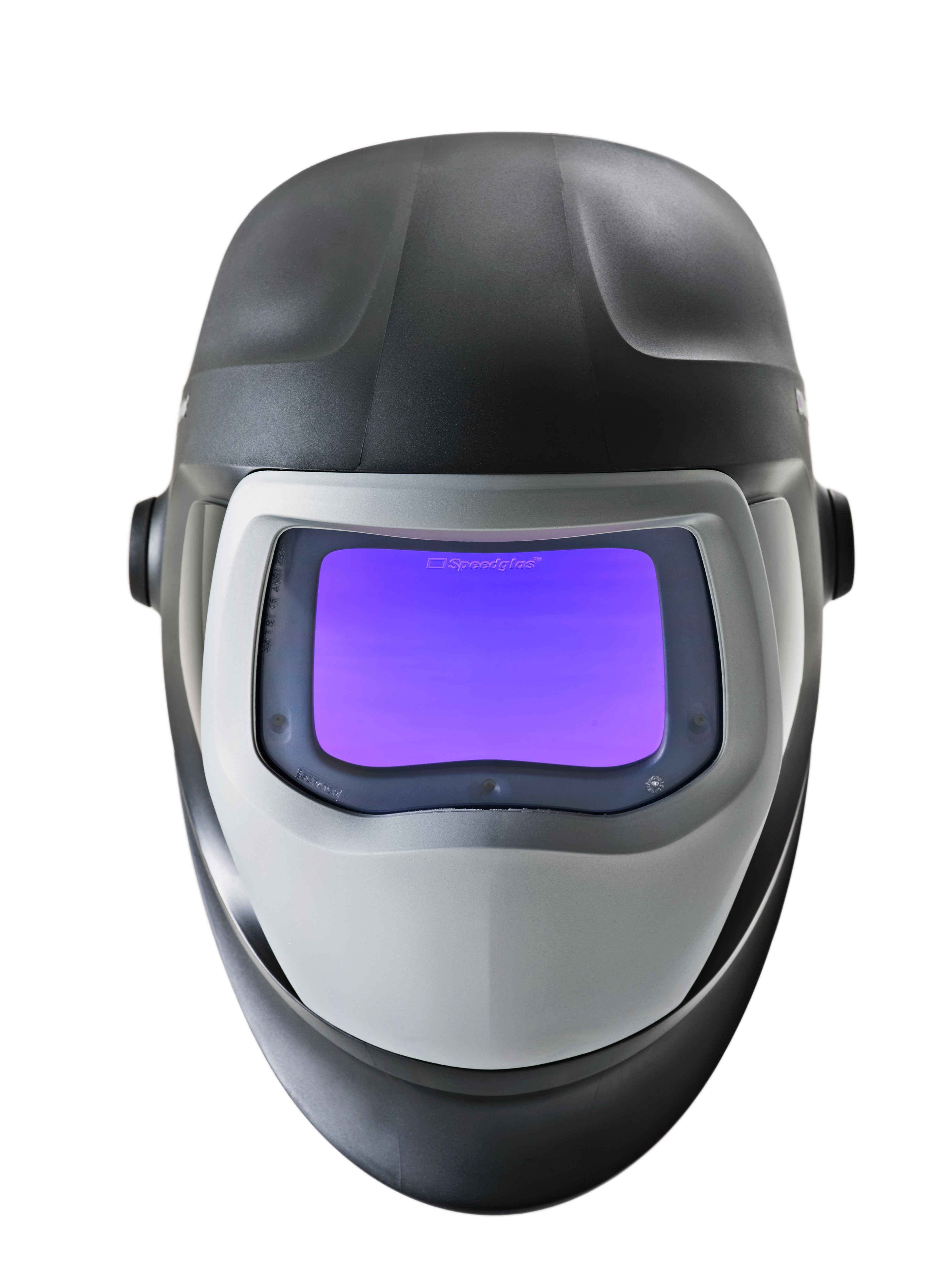
Svetshjälmen Speedglas 9100, för 3M, 2008.
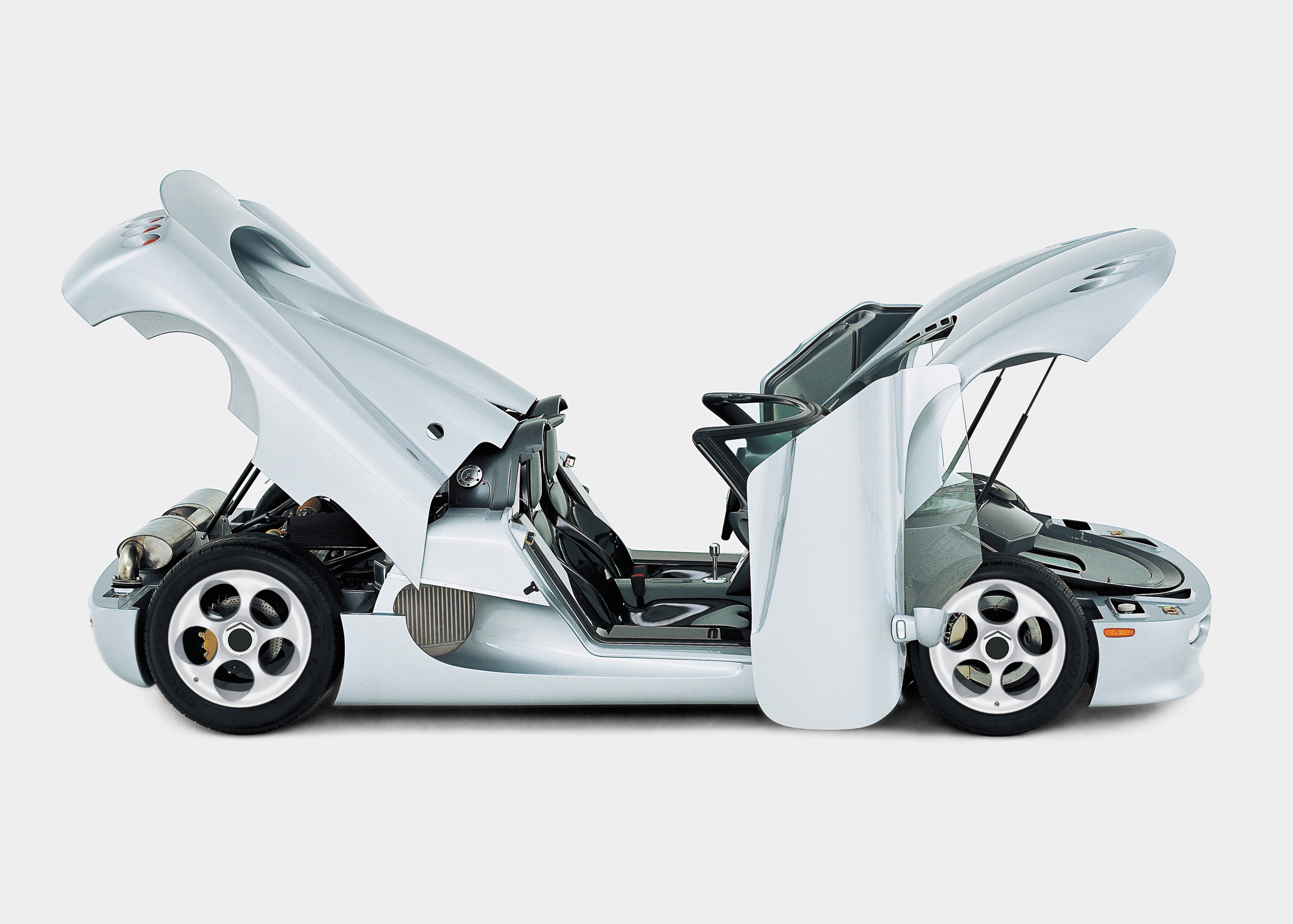
Koenigsegg sportbil, 2000.
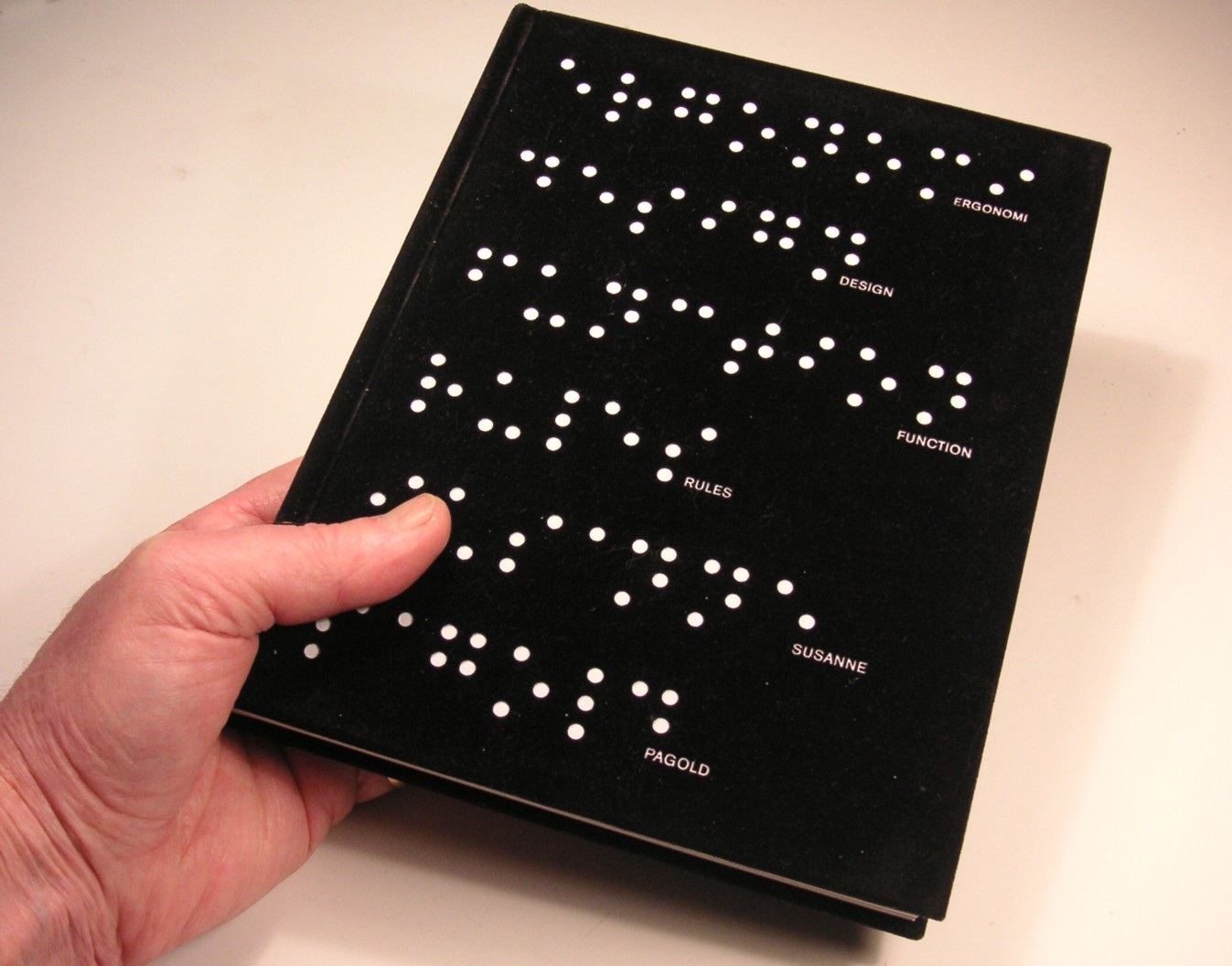
Prisbelönad bok "Function Rules".

Andra belönade innovationer är telefonerna inom Doro Care serien, där designerna har utvecklat mobiltelefoner och andra hemelektronikprodukter särskilt för seniorer och andra som har behov av lättanvända produkter. För sportbranschen har Ergonomidesign tagit fram cykelhandtagen Ergo och cykelsadlarna Terry Fly för det tyska företaget RTI Sports.
En av Verydays äldsta kunder är sedan över 30 år BabyBjörn. Designern Håkan Bergkvist är en av upphovsmännen bakom BabyBjörn bärsele och produkter i BabyBjörns sortiment. Utvecklingen av bärselen började efter Håkan Bergkvists föräldraledighet 1991. Utöver bärselen har Veryday och BabyBjörn tagit fram barnpallar, barnbestick och haklappar.
Efter deltagande i en miljökonferens i Namibia 2009 utvecklades en vedeldad spis med låg bränsleförbrukning och låg risk för brännskador.

## Utmärkelser i urval
- Red dot award. År 2005 började journalisten Susanne Pagold och designern Gábor Palotai skriva boken Function Rules. År 2007 erhöll företaget för denna bok utmärkelsen Red dot award med tillägg "Best of the best". Bokens omslag har en svart, sammetsliknade yta och titeln och författarens namn är textat i punktskrift.
- IDEA, International Design Excellens Award, USA
- Design S
- Red dot award Product Design Award
- Red dot award: Design Team of the Year 2014
- Utmärkt Svensk Form
- Good Design, USA
- Good Design, Japan
- European Design Price
- IF, iF International Forum Design, Hannover